# Штефан Тирновану
Штефан Тирновану (рум. Ștefan Târnovanu, нар. 9 травня 2000, Ясси) — румунський футболіст, воротар клубу «Стяуа».
Виступав, зокрема, за клуби «Штіїнца Мірослава» та КСМ Політехніка, а також національну збірну Румунії.

## Клубна кар'єра
Народився 9 травня 2000 року в місті Ясси. Вихованець футбольної школи клубу КСМ Політехніка.
У дорослому футболі дебютував 2018 року виступами за команду «Штіїнца Мірослава», в якій того року взяв участь у 4 матчах чемпіонату. 
Своєю грою за цю команду привернув увагу представників тренерського штабу клубу КСМ Політехніка, до складу якого приєднався 2018 року.
2019 року на правах оренди виступав за ««Спортул» (Снагов). 
До складу клубу «Стяуа» приєднався 2020 року. Станом на 15 серпня 2022 року відіграв за бухарестську команду 8 матчів в національному чемпіонаті.

## Виступи за збірні
2018 року дебютував у складі юнацької збірної Румунії (U-18), загалом на юнацькому рівні взяв участь у 4 іграх, пропустивши 2 голи.
Протягом 2022–0 років залучався до складу молодіжної збірної Румунії. На молодіжному рівні зіграв в одному офіційному матчі, пропустив 2 голи.
2022 року дебютував в офіційних матчах у складі національної збірної Румунії.

## Статистика виступів

### Статистика клубних виступів
| Сезон                     | Команда                   | Чемпіонат                 | Чемпіонат | Чемпіонат | Національний кубок | Національний кубок | Національний кубок | Континентальні кубки | Континентальні кубки | Континентальні кубки | Інші змагання | Інші змагання | Інші змагання | Усього | Усього |
| Сезон                     | Команда                   | Ліга                      | Ігор      | Голів     | Ліга               | Ігор               | Голів              | Ліга                 | Ігор                 | Голів                | Ліга          | Ігор          | Голів         | Ігор   | Голів  |
| ------------------------- | ------------------------- | ------------------------- | --------- | --------- | ------------------ | ------------------ | ------------------ | -------------------- | -------------------- | -------------------- | ------------- | ------------- | ------------- | ------ | ------ |
| січ.-черв. 2018           | «Штіїнца Мірослава»       | Л2                        | 4         | -3        | КР                 | -                  | -                  |                      | -                    | -                    |               | -             | -             | 4      | -3     |
| 2018-лют. 2019            | КСМ Політехніка           | Л1                        | 2         | -3        | КР                 | 0                  | 0                  |                      | -                    | -                    |               | -             | -             | 2      | -3     |
| лют.-черв. 2019           | «Спортул» (Снагов)        | Л2                        | 4         | -5        | КР                 | -                  | -                  |                      | -                    | -                    |               | -             | -             | 4      | -5     |
| 2019–20                   | КСМ Політехніка           | Л1                        | 12+1      | -24 + -1  | КР                 | 1                  | 0                  |                      | -                    | -                    |               | -             | -             | 14     | -25    |
| Усього за КСМ Політехніка | Усього за КСМ Політехніка | Усього за КСМ Політехніка | 14+1      | -27 + -1  |                    | 1                  | 0                  |                      | -                    | -                    |               | -             | -             | 16     | -28    |
| 2020–21                   | «Стяуа»                   | Л1                        | 0+2       | 0 + -3    | КР                 | 0                  | 0                  | ЛЄ                   | 0                    | 0                    |               | -             | -             | 2      | -3     |
| 2021–22                   | «Стяуа»                   | Л1                        | 3+10      | 0 + -7    | КР                 | 0                  | 0                  | ЛК                   | 0                    | 0                    |               | -             | -             | 13     | -7     |
| 2022–23                   | «Стяуа»                   | Л1                        | 5         | -7        | КР                 | 0                  | 0                  | ЛК                   | 4                    | -3                   |               | -             | -             | 9      | -10    |
| Усього за кар'єру         | Усього за кар'єру         | Усього за кар'єру         | 43        | -55       |                    | 1                  | 0                  |                      | 4                    | -3                   |               | -             | -             | 49     | -58    |

## Титули і досягнення
- Чемпіон Румунії (2):

«ФКСБ»: 2023-24, 2024-25
- Володар Суперкубка Румунії (2):

«ФКСБ»: 2024, 2025